# Rurouni Kenshin (série de TV de 2023)
Rurouni Kenshin (japonês: るろうに剣心 -明治剣客浪漫譚-, Hepburn: Rurōni Kenshin -Meiji Kenkaku Roman Tan-) é uma série de anime japonesa, baseada na série de mangá de mesmo título de Nobuhiro Watsuki. É a segunda adaptação da série de anime para televisão, depois da série de 1996-98. É dirigida por Hideyo Yamamoto e animada pela Liden Films. Estreou em julho de 2023 no bloco de programação Noitamina da Fuji TV.

## Elenco de voz
| Personagem      | Voz japonesa  |
| --------------- | ------------- |
| Kenshin Himura  | Soma Saito    |
| Kamiya Kaoru    | Rie Takahashi |
| Sagara Sanosuke | Taku Yashiro  |
| Myojin Yahiko   | Makoto Koichi |
| Shinomori Aoshi | Yuma Uchida   |
| Takani Megumi   | Saori Onishi  |
| Saito Hajime    | Satoshi Hino  |

## Produção
Em 19 de dezembro de 2021, no evento Jump Festa '22, foi anunciado que uma nova adaptação para série de televisão do mangá Rurouni Kenshin seria animada pela Liden Films. Um vídeo promocional foi exibido no Aniplex Online Fest 2022 em 24 de setembro de 2022. A série irá readaptar a série original do mangá. É dirigida por Hideyo Yamamoto, com roteiros escritos por Hideyuki Kurata, design de personagens de Terumi Nishii, e música composta por Yu Takami. O autor original do mangá, Nobuhiro Watsuki, supervisionou o design dos personagens e o cenário.

## Estreia
A série estreou em 7 de julho de 2023, no bloco de programação Noitamina da Fuji TV.  Será exibida por dois cursos consecutivos de 24 episódios. Ayase e R-Shitei (sob o nome de Ayase×R-Shitei) executou o primeiro tema de abertura "Hiten" (飛天), enquanto Reol executou o primeiro tema de encerramento "Kissaki" (切っ先, "Edge"). Masaki Suda e Tokyo Ska Paradise Orchestra (sob o nome Masaki Suda×Tokyo Ska Paradise Orchestra) apresentarão o segundo tema de abertura "Rurō no Katashiro" (るろうの形代), enquanto Kid Phenomenon apresentará o tema de encerramento "Sonzai Shōmei" (存在証明, "Existence"). Os episódios serão coletados pela Aniplex em oito DVDs e conjuntos de Blu-ray, com lançamento previsto para 25 de outubro de 2023 a 29 de maio de 2024.